# FC Springe
Der FC Springe (offiziell: Fußballclub Springe von 1911 e.V.) ist ein Sportverein aus Springe in der Region Hannover. Die erste Fußballmannschaft spielte unter dem Namen Sportfreunde Springe zwei Jahre in der höchsten niedersächsischen Amateurliga.

## Geschichte
Der Verein wurde am 2. Juni 1911 als FC Springe gegründet. Im Jahre 1945 fusionierte dieser mit dem im Jahre 1862 gegründeten MTV Springe zu den Sportfreunden Springe. Hintergrund der Fusion war eine Anordnung der britischen Militärbehörden, nach der Städte mit weniger als 10.000 Einwohnern nur einen Sportverein haben durften. Durch die bessere Versorgungslage mit Lebensmitteln in Springe konnte der Verein zahlreiche Spieler aus größeren Städten wie Hannover oder Hildesheim für sich gewinnen. 1947 qualifizierten sich die Sportfreunde für die Landesliga Hannover und wurden dort Vizemeister hinter Teutonia Uelzen.
Ein Jahr später wurden die Springer in die Staffel Hildesheim versetzt und verpassten nach einer 1:3-Entscheidungsspielniederlage gegen den FSV Sarstedt die Qualifikation für die neu geschaffene Amateuroberliga Niedersachsen. Die Sportfreunde spielten nun in der drittklassigen Amateurliga, wo die Mannschaft Ende der 1950er Jahre zu neuen Erfolgen kamen. Unter dem ehemaligen Gleiwitzer Gauligaspieler Ernst Plener blieb die Mannschaft in der Saison 1958/59 in 24 Spielen in Folge ungeschlagen. Ein Jahr später sicherten sich die Springer den Titel und ließen sich von den Anhängern als „Meister vom Deister“ feiern. Die Mannschaft startete mit 3:1 Punkten die Aufstiegsrunde. Am letzten Spieltag reichte der 3:1-Sieg gegen Teutonia Groß Lafferde nicht zum Aufstieg, da der direkte Konkurrent 1. FC Wolfsburg gleichzeitig mit 5:2 bei den bereits aufgestiegenen Amateuren des VfV Hildesheim gewann.
1964 qualifizierten sich die Sportfreunde für die neu geschaffene Verbandsliga Süd, aus der die Mannschaft 1968 abstieg. 1979 verpassten die Springer die Qualifikation für die Bezirksoberliga Hannover und mussten zwei Jahre später den Gang in die Bezirksklasse antreten. Im Jahre 1983 musste der Verein seinen Sportplatz Tivoli aufgeben, der insbesondere bei den Vereinen aus Hannover als „Sumpfloch“ verschrien war. In der Saison 1997/98 kehrte die Mannschaft für ein Jahr in die Bezirksliga zurück. Ende der 1990er Jahre verlor der Verein seine Rechtsfähigkeit, worauf es zur Aufspaltung der Sportfreunde kam. Während die Fußballer zum Namen FC Springe zurückkehrten, gründeten die Handballer den Verein HF Springe.
Im Jahre 2006 wurden die Springer Vizemeister hinter Eintracht Hiddestorf und stiegen in die Bezirksliga auf. In der Winterpause der Saison 2008/09 übernahm Ex-Profi Franz Genschick die Mannschaft und bewahrte den Verein vor dem erneuten Abstieg in die Kreisliga. Vor der Saison 2009/10 verstärkte sich der FC Springe mit überregional und regional bekannten Spielern wie Daniel Hake, Sascha Buchholz, Dennis Offermann, Paul Nieber und Oliver Geide und erreichte auf Anhieb den 4. Platz. Außerdem wurde die überdachte Sitzplatztribüne für 188 Zuschauer eingeweiht. Trotz weiterer namhafter Verpflichtungen landete die Mannschaft in den folgenden drei Spielzeiten lediglich im Mittelfeld der Tabelle. Genschick trat nach der Saison 2011/2012 aus gesundheitlichen Gründen zurück. Im Sommer 2012 stellte der FC Springe mit Markus Wieneke einen neuen Trainer vor. Der Verein wollte wieder verstärkt auf den eigenen Nachwuchs und weniger auf auswärtige Spieler setzen. Trotz verjüngter Mannschaft und einem 6. Platz am Ende der Saison wurde die Spielzeit von ständigen Unruhen zwischen Teilen der Mannschaft und dem Trainer überschattet, an dessen Schluss die Trennung von Dennis Offermann in der Winterpause stand. Am Ende der Saison verließen weitere Leistungsträger den Verein.
In der Winterpause der Saison 2013/14 trennte sich der Verein von Wieneke auf Platz 13. und verpflichtete mit Ricardo Diaz Garcia einen Nachfolger der den Abstieg jedoch nicht mit verhindern konnte. Unter Diaz Garcia stieg die Mannschaft in der Saison 2014/15 als souveräner Meister der Kreisliga Hannover-Land wieder in die Bezirksliga auf.